# Cladodes flabellatus
Cladodes flabellatus is een keversoort uit de familie glimwormen (Lampyridae). De wetenschappelijke naam van de soort werd voor het eerst geldig gepubliceerd in 1849 door Solier in Gay.